# Joiadá (contemporâneo de Acazias)
Joiadá (lit. "conhecido por Deus") foi um sumo sacerdote de Judá, contemporâneo de Acazias (r. 843–842 a.C.). Com a morte do rei, Atália (r. 842–837 a.C.) usurpou o trono vago de seu filho e encabeçou o massacre da família real, mas Joiadá salvou o jovem Joás (r. 836–797 a.C.) o escondendo por todo o reinado de sua vó no recinto do templo com apoio de sua esposa Josebate. Quando Joás ascendeu, ainda era menor de idade, e Joiadá reinou de fato. Em sua regência, destruiu santuários dedicados a Baal, organizou os levitas para se dedicarem a Javé, arranjou duas esposas a Joás para assegurar a sucessão real e reparou o Templo de Jerusalém por insistência dele. Ao falecer aos 130 anos, foi sepultado no túmulo real em reconhecimento a seus feitos, mas a nobreza logo se revoltaria devido a suas reformas religiosas.